# Enrique Bacigalupo
Enrique Bacigalupo Zapater (Buenos Aires, 1938) es un jurista hispanoargentino, que se desempeñó como magistrado del Tribunal Supremo español, perteneciendo a la sala segunda en lo penal de aquel cuerpo, entre 1987 y 2011. En Argentina se desempeñó como procurador del Tesoro de la Nación durante unos meses entre 1973 y 1974, designado por el presidente Héctor Cámpora. Es autor de diversas publicaciones sobre Derecho argentino y español.

## Trayectoria
Se graduó en la Universidad de Buenos Aires, donde posteriormente se doctoró en Derecho. En aquellos tiempos militaba en el Movimiento Universitario Reformista, perseguido por la Triple A. El contexto de violencia de la década de 1970 en Argentina, lo llevó a exiliarse primero en Alemania, donde dio clases en la Universidad de Bonn, y posteriormente a España, donde se doctoró en Derecho nuevamente, dadas la trabas burocráticas de su título extranjero en aquel país, por la Universidad Complutense de Madrid. Se desempeñó como docente en Derecho Penal y Derecho Constitucional en diversas universidades, sobre todo en sus alma mater, la Complutense de Madrid y la de Buenos Aires, y otras universidades españolas.
Llegó al Tribunal Supremo en 1987 y adquirió notoriedad por causas penales que recayeron en su sala como Sogecable, del cual fue uno de los tres jueces que condenaron a Javier Gómez de Liaño, el caso Filesa y las investigaciones alrededor de los GAL y Felipe González. Dejó su cargo en 2011, cuando cumplió 70 años, para unirse a un bufete de abogados, DLA Piper, y continuar su carrera en el sector privado. Como abogado, en 2014, formó equipo con su hija Silvina y con el también penalista Javier Sánchez-Vera para asumir la defensa del futbolista Lionel Messi y su padre, acusados de fraude fiscal imputados por defraudar 4,1 millones a Hacienda por los derechos de imagen del jugador.
Los medios españoles, en sus tiempos de magistrado, lo consideraban parte del ala progresista del cuerpo.
En junio de 2020, el presidente argentino Alberto Fernández lo designó como miembro de una comisión de juristas encargados de la reforma del sistema judicial de aquel país. En su presentación, Fernández lo llamó como su «maestro».